# Teclado de proyección

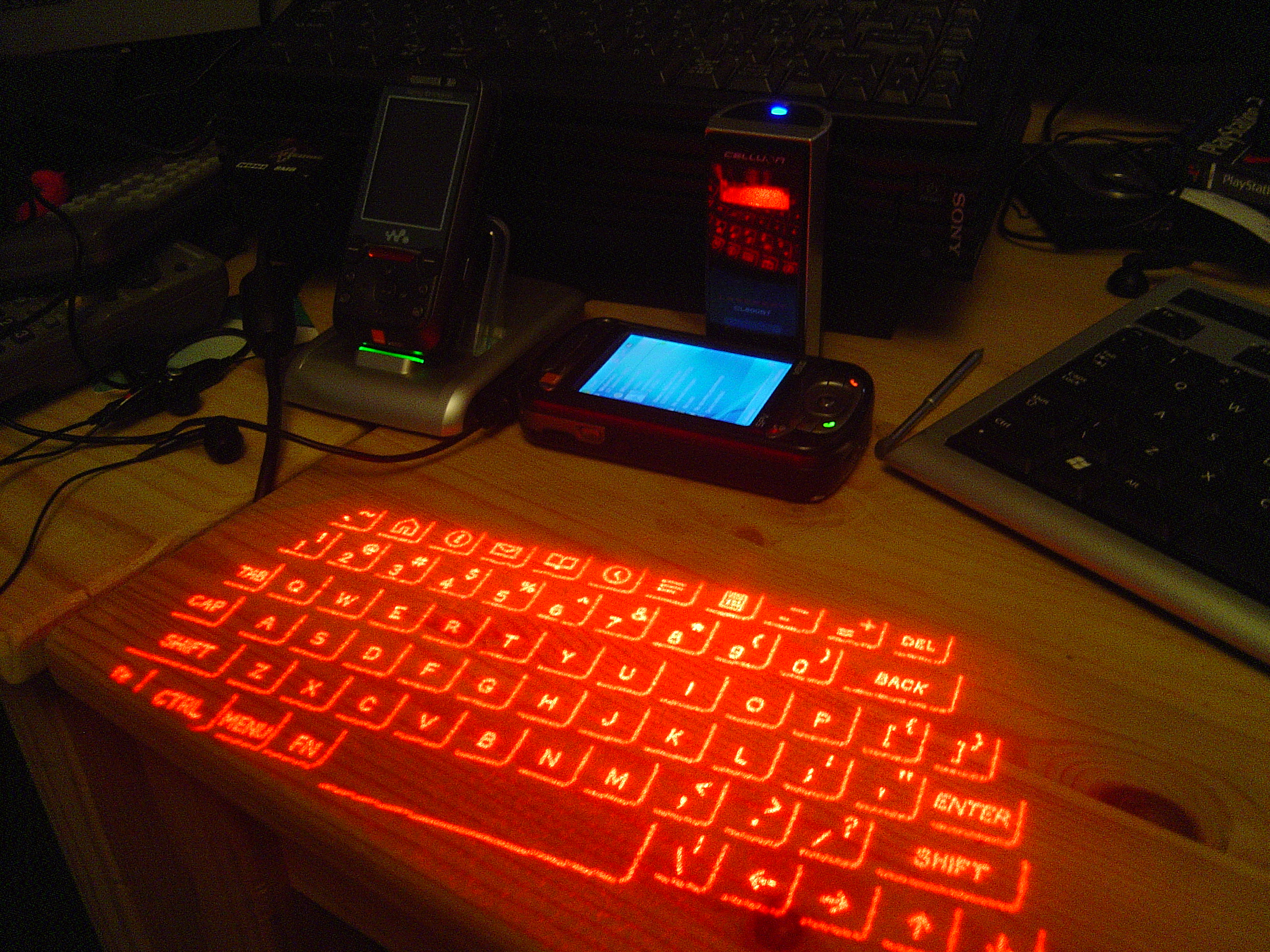
Un teclado proyectado

Un teclado de proyección es una forma de dispositivo de  entrada de computadora mediante el cual la imagen de un teclado virtual  se proyecta en una superficie: cuando un usuario toca la superficie cubierta por una imagen de una tecla, el dispositivo registra la pulsación correspondiente. Algunos se conectan a dispositivos Bluetooth, incluidos muchos de los dispositivos más recientes para teléfonos inteligentes, tabletas y mini-PC con plataforma Android, iOS o Windows.

## Historia
El teclado virtual óptico fue inventado y patentado por ingenieros de IBM en 1992. Detecta y analiza de manera óptica los movimientos de las manos y los dedos humanos y los interpreta como operaciones en un dispositivo de entrada físicamente inexistente, como una superficie con teclas pintadas o proyectadas. De esa manera, puede emular tipos ilimitados de dispositivos de entrada operados manualmente (como un mouse, teclado y otros dispositivos). Las unidades de entrada mecánica pueden ser reemplazadas por dichos dispositivos virtuales, potencialmente optimizados para una aplicación específica y para la fisiología del usuario, manteniendo la velocidad, la simplicidad y la falta de ambigüedad de la entrada de datos manual.
En 2002, se puso en marcha la compañía Canesta desarrolladora de un teclado de proyección que utiliza su tecnología "de percepción electrónica." La compañía posteriormente autorizó la tecnología a Celluon de Corea.
Un sistema propuesto se llamó el P-ISM combina la tecnología con un proyector de vídeo pequeño para crear un ordenador portátil del tamaño de un pluma.

## Diseño

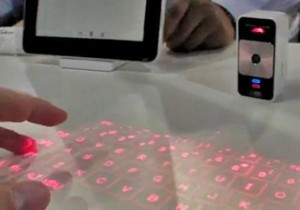
Una proyección de teclado usada con una tableta

Un láser o beamer proyecta un teclado virtual visible en la superficie. Un sensor o la cámara del proyector coge los movimientos  del dedo. El software convierte las coordenadas para identificar acciones o caracteres.
Algunos dispositivos proyectan un segundo haz (infrarrojoinvisible) sobre el teclado virtual. El dedo del usuario hace una pulsación de tecla en el teclado virtual. Esto rompe el haz infrarrojo y refleja la luz de vuelta al proyector. El haz reflejado pasa a través de un filtro infrarrojo a la cámara. La cámara fotografía el ángulo de la luz infrarroja entrante. El chip del sensor determina dónde se rompió el haz infrarrojo. El software determina la acción o el carácter a ser generado.
La proyección se realiza en cuatro pasos principales y tiene tres módulos: módulo de proyección, módulo de sensor y módulo de iluminación. Los principales dispositivos y tecnologías utilizados para proyectar la imagen son un elemento óptico difractivo, láser rojo., CMOS un chip sensor y un infrarrojo (IR) diodo de láser.

### Proyección de plantilla
Una plantilla producida por un elemento de proyección especialmente diseñado y altamente eficiente con un láser de diodo rojo se proyecta en la superficie de la interfaz adyacente. Sin embargo, la plantilla no está involucrada en el proceso de detección.

## Iluminación del plano de referencia
Se genera un plano de luz infrarrojo en la superficie de la interfaz. Sin embargo, el plano está situado justo arriba y paralelo a la superficie. La luz es invisible para el usuario y flota unos pocos milímetros sobre la superficie. Cuando se toca una posición de la llave en la interfaz de la superficie, la luz se refleja desde el plano infrarrojo cerca de la llave y se dirige hacia el módulo del sensor.

### Coordenadas de reflexión del mapa
Las interacciones del usuario de la luz reflejada con la superficie de la interfaz pasan a través de un filtro de infrarrojos y se visualizan en un sensor de imagen CMOS en el módulo del sensor. El chip del sensor tiene un hardware personalizado integrado, como el núcleo de procesamiento de interfaz virtual, y es capaz de determinar en tiempo real la ubicación desde donde se reflejó la luz. El núcleo de procesamiento puede rastrear no solo uno, sino múltiples reflejos de luz al mismo tiempo y puede admitir múltiples pulsaciones de teclas y entradas de control de cursor superpuestas.

### Interpretación y comunicación
El microcontrolador en el módulo del sensor recibe la información de posición correspondiente a los destellos de luz del núcleo de procesamiento del sensor, interpreta los eventos y luego los comunica a través de la interfaz apropiada a los dispositivos externos. Por eventos se entiende cualquier golpe de tecla, ratón o el touchpad.
La mayoría de los teclados de proyección utilizan un láser de diodo rojo como fuente de luz y pueden proyectar un teclado QWERTY de tamaño completo. El tamaño del teclado proyectado suele ser de 295 mm x 95 mm y se proyecta a una distancia de 60 mm de la unidad de teclado virtual. El teclado de proyección detecta hasta 400 caracteres por minuto.

## Conectividad
Los teclados de proyección se conectan al ordenador a través de Bluetooth o USB.
Dongle Bluetooth La tecnología habilita el teclado para la detección de una conexión múltiple con otro dispositivo Bluetooth, como PC, PDAs y teléfono celular.
La forma en que los teclados de proyección Bluetooth se conectan a los dispositivos depende de la tableta, el teléfono o la computadora específicos.

## Usos alternativos
Además de estar acostumbrados a escribir, algunos sistemas de teclado láser pueden funcionar como un mouse virtual o incluso como un piano virtual, como el iKeybo, financiado por la multitud.